# КК Валмијера
КК Валмијера (лет. BK Valmiera) је летонски кошаркашки клуб из Валмијере. У сезони 2015/16. такмичи се у Летонској кошаркашкој лиги и у Балтичкој лиги.

## Историја
Клуб је основан 2001. године и од тада се такмичи у Летонској кошаркашкој лиги. У сезони 2015/16. по први пут је освојио титулу националног првака.
Редовни је учесник регионалне Балтичке лиге. Победник је Купа Балтичке лиге за 2016. годину. У сезони 2003/04. надметао се у ФИБА Купу Европе (касније познатом под називом ФИБА Еврокуп челенџ) и то је за сада једино учешће клуба у европским такмичењима.

## Успеси

### Национални
- Првенство Летоније:
  - Првак (1): 2016.

### Међународни
- Куп Балтичке лиге:
  - Победник (1): 2016.

## Познатији играчи
- Владимир Штимац
- Даирис Бертанс